# Kloster Palmar

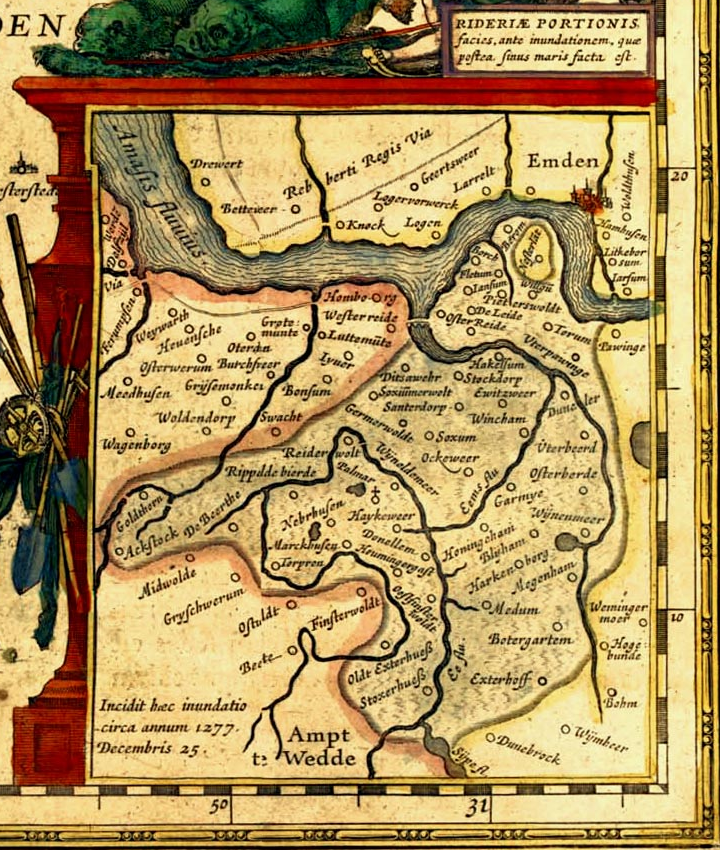
Karte des Rheiderlands um 1277 mit den an den Dollart verlorenen Ortschaften (nach Ubbo Emmius). Palmar (♁) befindet sich in etwa in der Mitte

Das Kloster Palmar, auch Porta Sanctae Mariae oder Porta Major genannt, ist ein ehemaliges Prämonstratenser-Doppelkloster in Ostfriesland. Es wurde 1204 gegründet und 1447 wegen der Dollarteinbrüche aufgelöst. Es lag 15 km südsüdwestlich von Emden, westlich des damaligen Grenzflusses Tjamme, so dass es zum Rheiderland gehörte. Nach Meereseinbrüchen liegt der Ort heute mitten im Dollart.
Die Lokalisierung des Klosters lässt sich nur indirekt vermitteln. Da das Klostergelände vermoort war, liegt ist es nahe, dass das es sich unweit der späteren Moorinsel Munnikeveen befand. Nördlich dieser Insel befand sich im 19, Jahrhundert die Bolplaat, deren Namen mit Palmar verwandt ist. Die Insel gehörte im 16. Jahrhundert dem Zisterzienserkloster Grijzevrouwen in Midwolda.

## Geschichte
Die Prämonstratenser gründeten Palmar um 1204 als Tochterkloster von Dokkum in Friesland. Es gehörte fortan zur Zirkarie Frisia. Stifter war ein Dokkumer Abt, der später dem Kloster Barthe vorstand. Nach der schweren Luciaflut lebten in Palmar einer Urkunde zufolge noch 190 Insassen. Eine Zahl, die inzwischen stark angezweifelt wird. Die Insassen bewirtschafteten die reichen Besitztümer des Klosters, so Vorwerke in der Provinz Groningen, Ländereien in der näheren Umgebung sowie ein Gut bei Groothusen.
Über die Geschichte des Klosters ist wenig bekannt. 1427 wurde dort das Landrecht der Rheiderländer und Oldambter schriftlich fixiert. Bei den Dollarteinbrüchen blieb das Kloster selbst zunächst verschont, verlor jedoch mehr und mehr seine wirtschaftliche Basis. 1447 kamen schließlich die Äbte der Prämonstratenserklöster von Wittewierum und Dokkum zusammen. Sie teilten die Güter des Klosters und seine Insassen unter sich auf und gaben den Standort Palmar auf. 1454 wurde am Kloster vorbei ein Notdeich vom festen Emsufer quer durch das Moorgebiet bis zur hohen Geest bei Finsterwolde gebaut, der das Oldambt schützen sollte. Diese Anlage brach jedoch bereits 1465, weil sie über Moorboden angelegt worden war. Obgleich das Gebiet weiter bewohnbar blieb, wurde es nicht wieder als Kloster genutzt, sondern in einen oder mehrere Bauernhöfe umgewandelt, die im Anfang des 16. Jahrhunderts ebenfalls aufgegeben werden mussten. Nach 1509 versanken die letzten baulichen Reste des Klosters im Meer; die Gegend war aber noch bis etwa 1520 zugänglich.